# Fujitsu
Fujitsu (富士通 Fujitsū Kabushiki-gaisha?) es una compañía global japonesa en el sector de las TIC. Tiene su sede en Tokio y ocupa la tercera posición en el ranking mundial de servicios TI. Con una inversión anual en I+D de 2800 millones de $ y una plantilla de 124.000 empleados, Fujitsu ofrece productos y servicios en más de 70 países en todas las áreas TIC incluyendo, además de los servicios ya mencionados, los semiconductores, ordenadores (supercomputadoras, servidores, almacenamiento), y las telecomunicaciones.
Fujitsu cotiza en la Bolsa de Tokio y es parte de los índices Nikkei 225 y TOPIX.

## Fujitsu en España

### Breve Historia

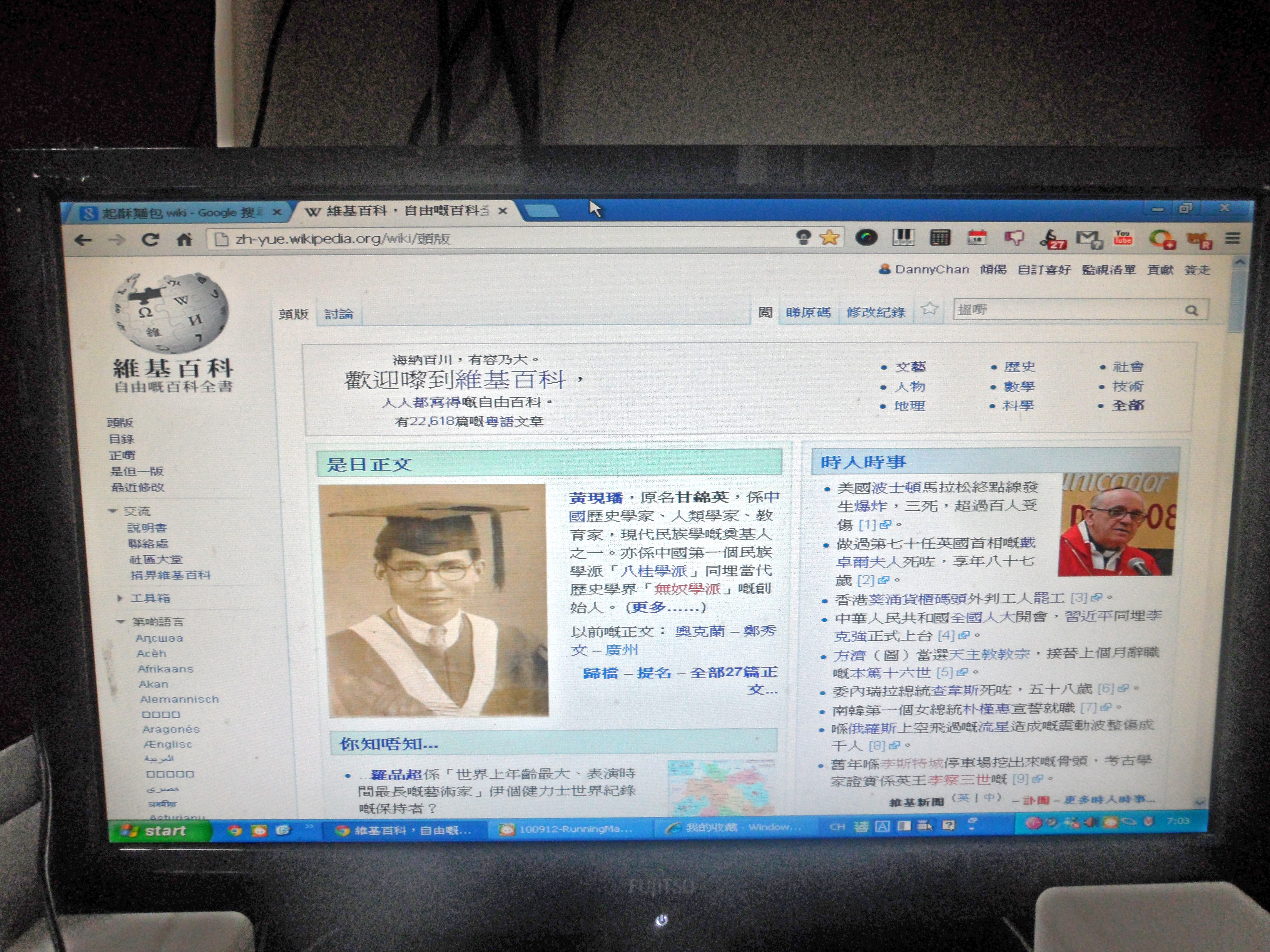

En España Fujitsu se establece el 4 de junio de 1973 como proveedor de Grandes Sistemas. A raíz de que Telefónica comprara en 1974 6 ordenadores Fujitsu M-190, el 2 de marzo de 1975 se constituye SECOINSA entre Telefónica, el INI y la propia Fujitsu. En 1977 SECOINSA termina su fábrica en Málaga, lo que le permite complementar su oferta de equipos importados de Japón con otros fabricados localmente. Ejemplos de esta capacidad son los microordenadores SECOINSA FM-7, que equiparán el proyecto Athenea en el primer intento de informatizar las escuelas españolas, y los equipos de conmutación de paquetes TESYS-A y TESYS-B que soportarán las redes WAN (X.25) de Telefónica. Finalmente en 1986 Fujitsu pasa a ser el socio mayoritario con el 60%, convirtiéndose SECOINSA definitivamente en la filial de Fujitsu en España.
Más adelante, el 1 de abril de 2005, Fujitsu Services, la filial de Fujitsu en UK, toma el control de Fujitsu en España pasando ésta a ser Fujitsu Services España.
En 2009, tras el fin de la Joint Venture entre Fujitsu y Siemens para la fabricación de productos TI bajo el nombre de Fujitsu Siemens Computers, Fujitsu reorganiza su presencia en Europa lo que da lugar a tres grupos, Fujitsu Technology Solutions para CEMEA & India, Fujitsu UK&I para UK e Irlanda, y Fujitsu Nordics para los países escandinavos. Fujitsu en España queda integrada en FTS bajo el nombre de Fujitsu Technology Solutions, S.A.

### Capacidades
Fujitsu en España cuenta con 1800 empleados distribuidos en 8 oficinas comerciales radicadas en Madrid, Barcelona, Sevilla, Bilbao, Zaragoza, Valencia, Santa Cruz de Tenerife y Las Palmas de Gran Canaria. Para dar servicio a sus clientes, dispone de 2 Datacenters (Madrid y Barcelona); 3 Centros de Gestión (Madrid, Barcelona y Sevilla); y 3 Centros de Excelencia (Administración electrónica en Madrid, Banca en Barcelona, y Justicia en Valencia).
Adicionalmente, Fujitsu cuenta con un Centro Internacional de Ventas en Barcelona y una Fábrica en Málaga en la que se fabrican cajeros automáticos.
Fujitsu tenía una fábrica que cerró en 2020 con 20 años de historia en Ausburg (Alemania), donde se fabricaban ordenadores portátiles y de sobremesa con el sello Made in Germany.

## Historia General de Fujitsu

### De 1935 a 2000

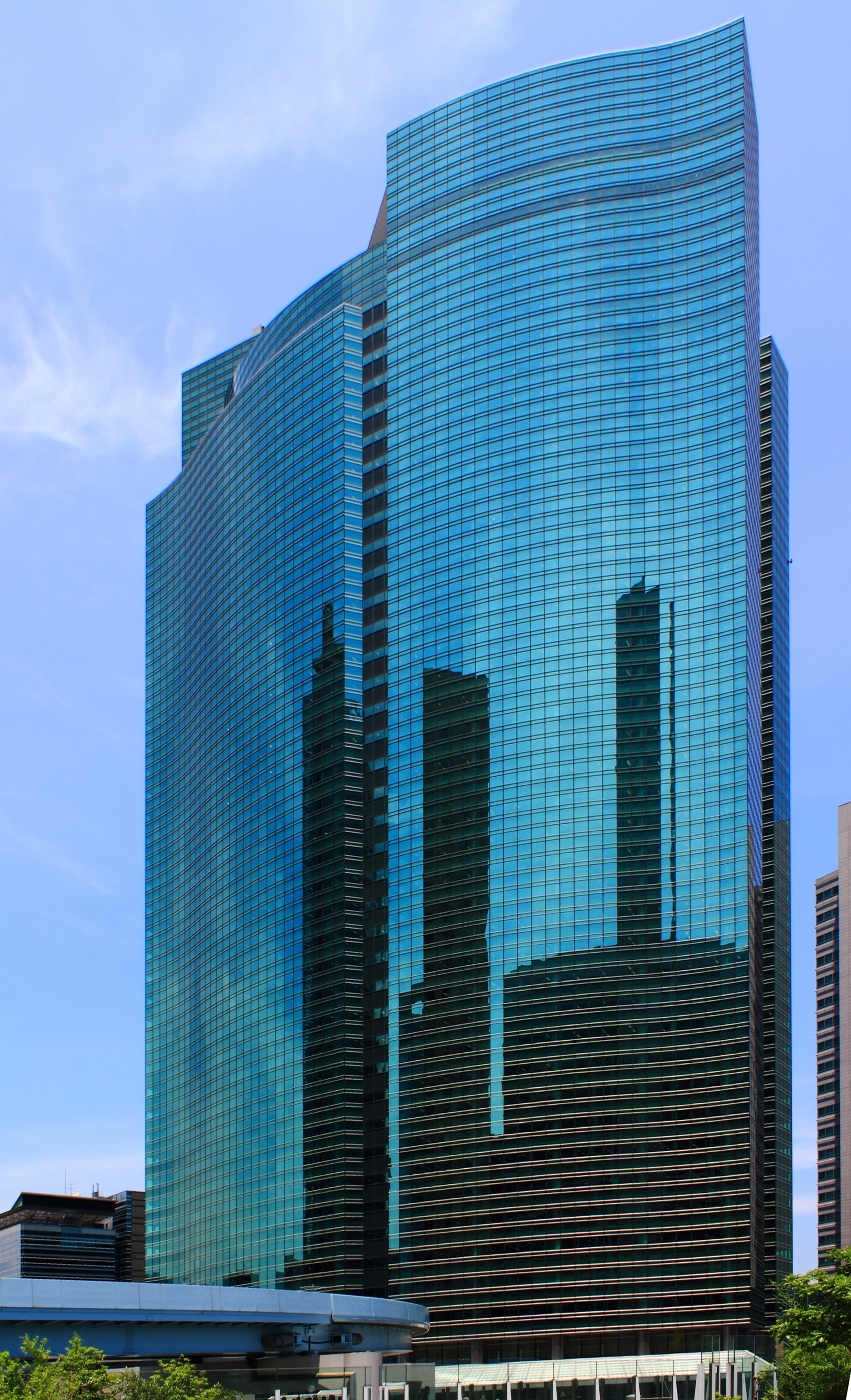
Shiodome City Center, Oficinas Centrales de Fujitsu, terminadas en 2003.

Fujitsu se crea el 20 de junio de 1935 con el nombre Fuji Tsūshinki Seizō (富士通信機製造, Fuji Telecommunications Equipment Manufacturing), como una spinoff de la Fuji Electric Company, que a su vez era una Joint Venture entre Furukawa Electric Company y el conglomerado alemán Siemens el cual había sido fundado en 1923.
A pesar de pertenecer al zaibatsu Furukawa, Fujitsu sale indemne de la ocupación de Japón tras la Segunda Guerra Mundial.
Inicialmente, Fujitsu se centra en telefonía y equipos de comunicaciones, pero en 1954 Fujitsu amplía su actividad y fabrica el primer ordenador japonés, el FACOM 100. En 1961, Fujitsu produce ya un ordenador basado en transistores, el FACOM 222. En 1967, el nombre de la compañía fue oficialmente cambiado a la contracción Fujitsu (富士通).
En 1971, Fujitsu firma un acuerdo OEM con la compañía canadiense Consolidated Computers Limited (CCL) para distribuir el terminal Key-Edit de CCL. CCL, a su vez, ya comercializaba este terminal en los países de la Commonwealth a través de ICL. Estas relaciones condujeron más tarde a la asociación de Fujitsu con ICL y Gene Amdahl.
En 1990, Fujitsu adquiere el 80% la compañía británica International Computers Limited (ICL) por 1.290 millones de $ que, en 2002 pasa a ser Fujitsu Services.
En septiembre de 1990, Fujitsu anuncia una nueva serie de Mainframes que en ese tiempo llegan a ser los más rápidos del mundo.
En julio de 1991, Fujitsu adquiere la mayoría de la compañía rusa KME-CS (Kazan Manufacturing Enterprise of Computer Systems).
En 1992, Fujitsu introduce la primera pantalla de plasma de 21“ en color.
En 1993, Fujitsu crea Spansion, una Joint Venture con AMD para fabricar memorias flash.
En julio de 1997, Fujitsu adquiere el 58% de Amdahl Corporation (incluyendo la parte canadiense de la Consultora DMR) por 850 millones de $.
En 1999, Fujitsu y Siemens crean una Joint Venture por 10 años para fabricar productos informáticos bajo el nombre de Fujitsu Siemens Computers.

### De 2000 hasta hoy
En abril de 2002, ICL se renombra a Fujitsu Services y se constituye en el brazo de servicios de Fujitsu en Europa.
En octubre de 2004, Fujitsu adquiere la subsidiaria en Australia de Atos Origin, una compañía con 140 empleados especializada en SAP.
En agosto de 2007, Fujitsu Services firma un acuerdo de outsourcing por 500 millones de £ por 10 años con Reuters Group para llevar la mayoría de las TIs internas. Como parte del acuerdo, unas 300 personas de Reuters y 200 subcontratados son transferidos a Fujitsu.
En octubre de 2007, Fujitsu Australia adquiere Infinity Solutions Ltd, una compañía de TI con base en Nueva Zelanda.
En enero de 2009, Fujitsu vende su negocio de Discos Duros a Toshiba.
En abril de 2009, Fujitsu adquiere la participación de Siemens en Fujitsu Siemens Computers por 450 millones de Euros. Esta adquisición y una posterior redistribución hace que Fujitsu en Europa está formada por tres grupos, Fujitsu Technology Solutions para CEMEA & India, Fujitsu UK&I para UK e Irlanda, y Fujitsu Nordics para los países escandinavos.
En noviembre de 2017, Lenovo compra la división de ordenadores de Fujitsu por 157 millones de dólares con el fin de asegurarse suministros de componentes informáticos y así abaratar costes.